# 保定靴城竞技足球俱乐部
保定靴城竞技足球俱乐部是中华人民共和国河北省保定市的足球俱乐部，目前参加中冠联赛。成立于2020年，曾用名保定容耀足球俱乐部，2023年以河北足球联赛殿军的身份进入中冠联赛。由于中冠联赛采用集中比赛制，球队主场暂时未定。